# لیونل پینکوس
لیونل پینکوس (انگلیسی: Lionel Pincus; ۲ مارس ۱۹۳۱ – ۱۰ اکتبر ۲۰۰۹) کارآفرین، بانکدار و نیکوکار اهل ایالات متحده آمریکا بود، که در سال ۱۹۶۶ شرکت واربورگ پینکوس را تأسیس کرد.